# Joseph Schaab
Joseph Schaab (14. Februar 1843 in Trier – 8. Januar 1925 ebenda) war ein Fabrikant und Weinhändler aus der Stadt Trier an der Mosel. Er war Besitzer der Blaudruckfabrik Josef Schaab an der Trierer Südallee.
Beim Fabrikgelände an der Südallee stand die Villa Schaab.
Bei Ausgrabungen wurden die Reste eines Römischen Wohnhauses unter der ehem. Villa Schaab freigelegt.
Das Schaabs Gässchen wurde 1972 durch Beschluss des Stadtrates umbenannt zu An den Kaiserthermen.
Das Anwesen wurde im Zweiten Weltkrieg zerstört. Später entstand dort das Polizeipräsidium Trier.

## Familie
Sein Vater war Franz Schaab (1807–1864), Blaufärber, seine Mutter war Catharina Bettinger (1807–1881). Er war verheiratet mit Maria geb. Troost (1849–1911), sie hatten sechs Kinder. Die „Schaabs“, früher Schaeps, waren eine alte Trierer Bürger-, Gilden- und Ratsfamilie. Einer von ihnen, Franz Schaep, war 1782 und 1784 Bürgermeister von Trier.
Das Familiengrab Joseph Schaab befindet sich auf dem Hauptfriedhof Trier, Trier-Nord.